# Lobivia obrepanda
Lobivia obrepanda ist eine Pflanzenart aus der Gattung Lobivia in der Familie der Kakteengewächse (Cactaceae). Das Artepitheton obrepanda leitet sich von den lateinischen Worten ob- für ‚umgekehrt‘ sowie repandus für ‚ausgeschweift‘ ab und verweist auf die Höcker der Rippen.

## Beschreibung
Lobivia obrepanda wächst meist einzeln und bildet im Alter gelegentlich kleine Gruppen. Die niedergedrückt kugelförmigen, dunkel- oder graugrünen Triebe erreichen Durchmesser von bis zu 20 Zentimeter. Es sind 13 bis 18 scharfkantige Rippen vorhanden, die in beilförmige Höcker gegliedert sind. Die grauen Areolen befinden sich in den Einkerbungen und stehen etwa 2 Zentimeter voneinander entfernt. Aus ihnen entspringen wenig gebogene, weiße bis bräunliche Dornen. Die ein bis drei Mitteldornen, die gelegentlich auch fehlen können, sind an ihrer Spitze gebogen und 2 bis 5 Zentimeter lang. Die mehrheitlich kammförmig angeordneten sechs bis 13 Randdornen werden bis zu 1 Zentimeter lang.
Die trichterförmigen, nach Petersilie duftenden, weißen bis magentaroten Blüten öffnen sich in der Nacht. Sie werden 10 bis 20 Zentimeter lang. Ihre Blütenröhre ist etwas gebogen. Die äußeren Blütenhüllblätter sind ausgebreitet, die inneren aufwärts gebogen. Die kugelförmigen Früchte sind halbtrocken.

## Verbreitung, Systematik und Gefährdung
Lobivia obrepanda in den bolivianischen Departamentos Santa Cruz, Cochabamba und Chuquisaca in tiefen bis hohen Lagen verbreitet.
Die Erstbeschreibung als Echinocactus obrepandus durch Joseph zu Salm-Reifferscheidt-Dyck wurde 1845 veröffentlicht. Boris O. Schlumpberger stellte die Art 2012 in die Gattung Lobivia. Weitere nomenklatorische Synonyme sind Echinopsis obrepanda (Salm-Dyck) K.Schum. (1894) und Pseudolobivia obrepanda Backeb. ex Krainz (1942).
In der Roten Liste gefährdeter Arten der IUCN wird die Art als „Least Concern (LC)“, d. h. als nicht gefährdet geführt.

## Nachweise